# Ahvaz
Ahvaz (en persan : اهواز) est une ville d'Iran située sur les bords de la rivière Karun au milieu de la province du Khuzestan dont elle est la capitale. Elle a une élévation de 20 mètres par rapport au niveau de la mer. Ahvaz est classée ville la plus polluée aux particules en suspension (PM10) du monde par l'OMS.

## Climat et pollution atmosphérique

### Climat
Ahvaz a un climat de type désertique chaud, BWh dans la classification de Köppen. Elle est l'une des villes les plus chaudes du monde.

### Pollution de l'air, des pluies et des sols
La ville baigne dans les émanations des raffineries pétro-gazières. L'OMS la classe Ahvas comme ville la plus polluée du monde par les particules en suspension (PM10)l, avec une moyenne annuelle de 372 µg/m3 en 2009, la plaçant devant Oulan-Bator en Mongolie (279 µg/m3 en 2008) et Sanandaj en Iran (254 µg/m3 en 2009).
Une étude récente (2024) conduite à l'Université d'Ahvaz sur le risque non cancérogène lié aux éléments potentiellement toxiques dans le sol des champs agricoles des régions d'Arab Assad et de Weiss ont montré que le Cd, le Pb, le Ni, le Cu, le Cr, le Zn, le Fe, le Mn et le Co y présentent des « niveaux de risque important pour la santé humaine », ce qui est d'autant plus préoccupant, notent les auteurs, que tous les sols analysés sont « situés dans la plaine du Khuzistan et que cette région est l’une des régions les plus fertiles d’Iran en termes d’agriculture, de plantation de blé et d’autres cultures ; elle est d’une grande importance et joue un rôle stratégique dans l’approvisionnement alimentaire de la population ».
De plus, la ville est située sur les flancs d'une cuvette au bord du golfe Persique. Cette cuvette la confine avec d'autres centres (irakiens, iraniens, koweïtiens et saoudiens) majeurs du raffinage pétrolier tels que Bassorah, Abadan, Koweit City, le complexe pétrochimique Bandar Mahshar - Bandar Imam Khomeini, ou encore Khafji. Il en résulte une accumulation des gaz polluants sur Ahvaz lorsque le vent souffle vers le Nord, bloquant les gaz de toutes ces villes sur les flancs des monts Zagros.
Des pluies acides arrosent parfois Ahvaz.
En outre, le soleil et la chaleur de l'été participent à la pollution photochimique d'une part, et à retenir dans les basses couches de l'atmosphère, d'autre part, les fumées et vapeurs polluantes issues de l'Industrie pétrolière (fuites de méthane et autres émissions liées au raffinage du pétrole), ce à quoi s'ajoutent de nombreuses voitures en circulation. En l'absence de vent et en condition d'inversion atmosphérique, les polluants de l'air stagnent à un niveau atmosphérique très bas. Ce qui explique en partie que, le 29 juin 2017, la température ait atteint 53,7 °C, selon Etienne Kapikian (météorologiste à Météo France).

## Histoire

### Époque antique
D'abord appelée Ōhrmazd-Ardašēr (Persian: هرمزداردشیر) (Roamn Hormizdartazir), elle a été construite au commencement de l'Empire Sassanide.

### Époque contemporaine
En septembre 2018, un attentat fait 24 morts à Ahvaz. D'après le gouvernement iranien, il aurait été organisé par des séparatistes arabes.

## Économie
Le siège de la National Iranian South Oil Company est situé à Ahvaz.

## Personnalités liées
- Haj Mashallah Taheri Dezfuli, homme d'affaires, y est mort en 1951.
- Ahmad Kahrrusi, personnalité culturelle et politique, y est mort en 1973.
- Fereidun Kar Khayran, poète, y est né en 1938.
- Sasy, chanteur, y est né en 1988.
- Jamal Sharifzadeh, poète, y est mort en 2022.
- Mehdi Yarrahi, chanteur, y est né en 1981

## Galerie

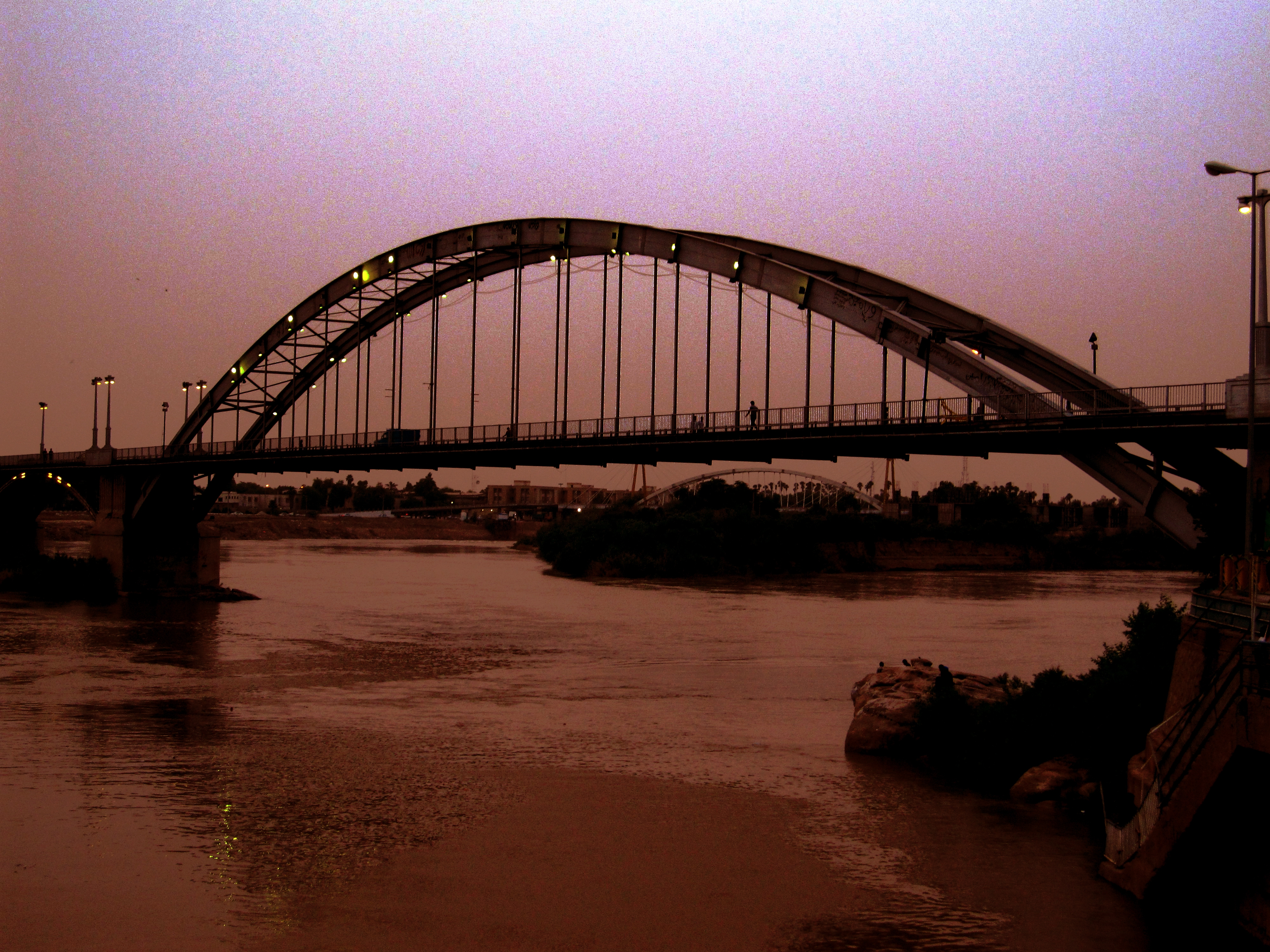
Pont blanc et rivière Karoun.
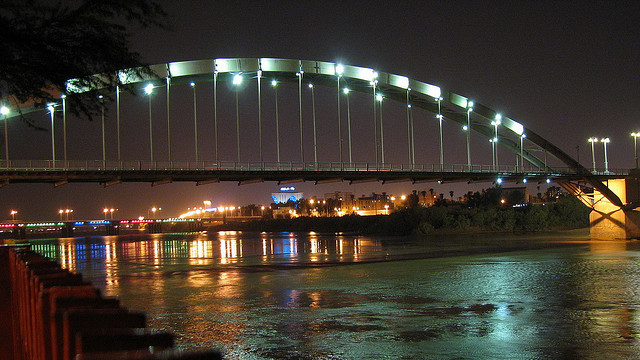
Pont blanc.
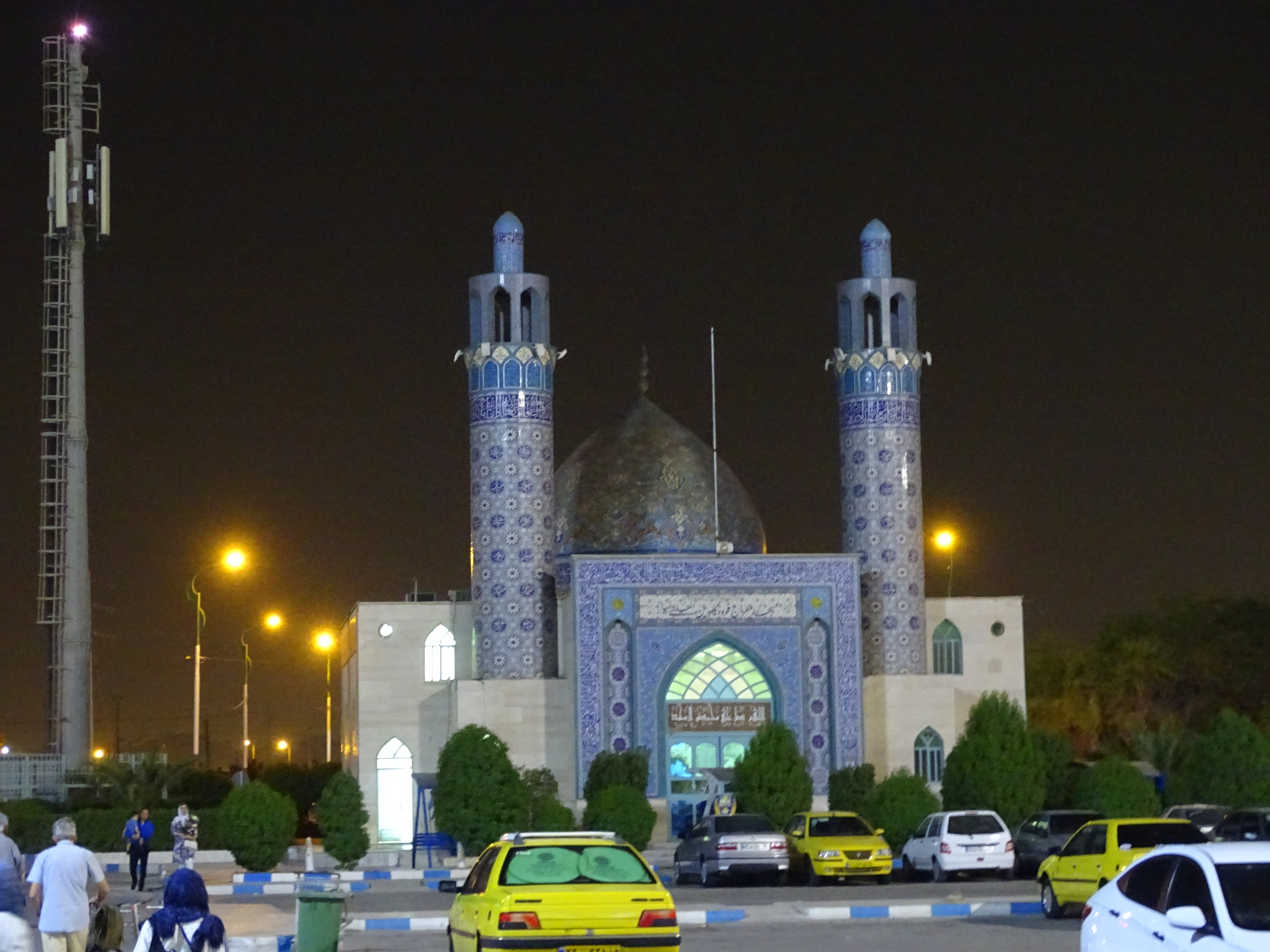
Mosquée.
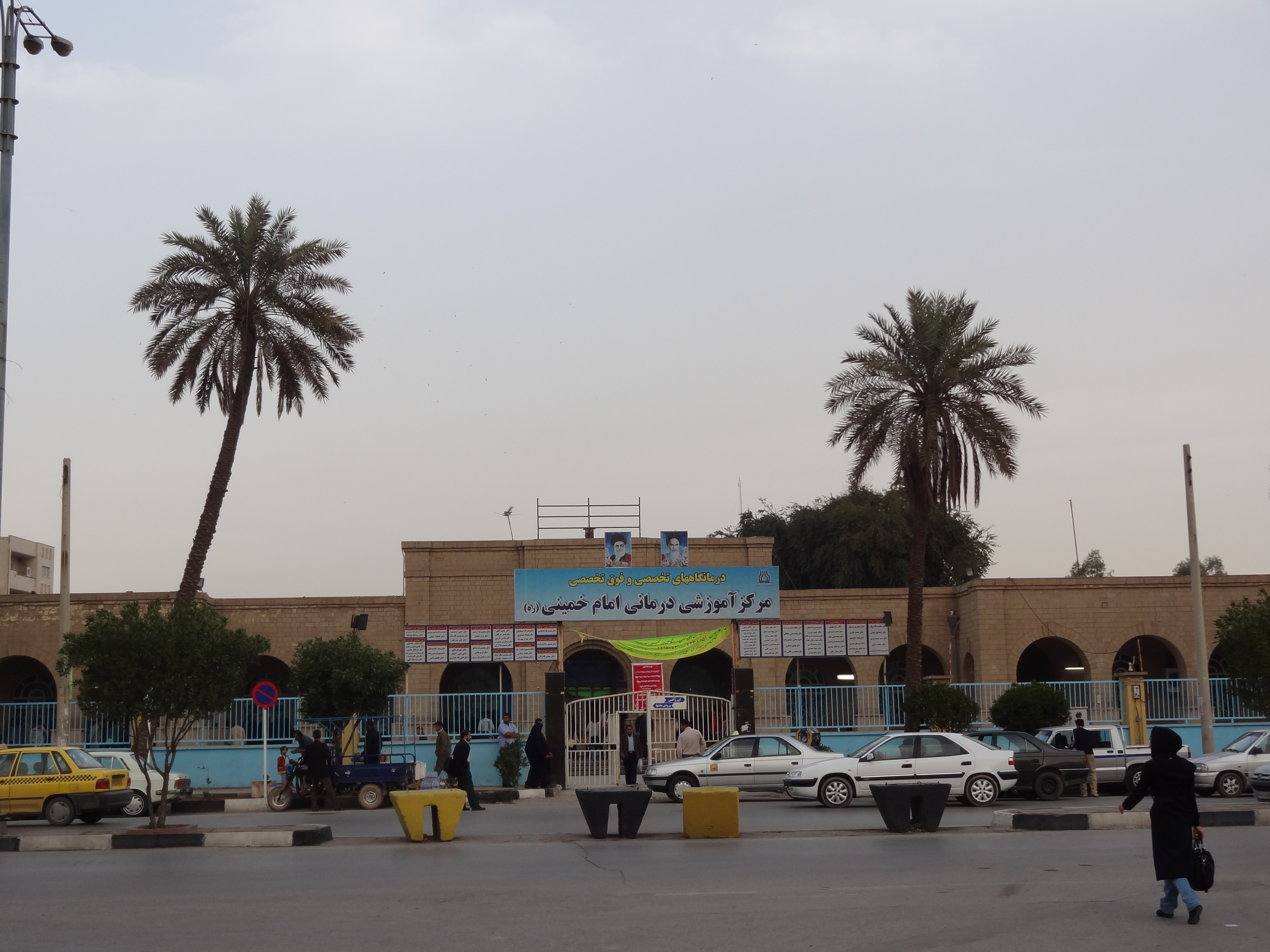
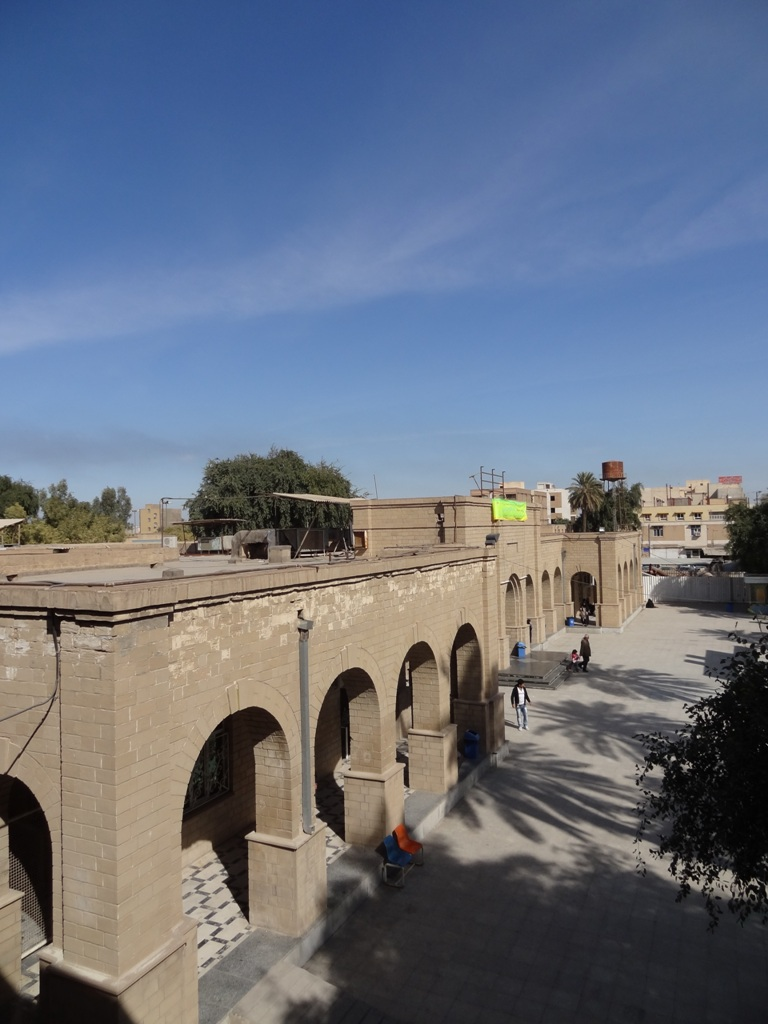
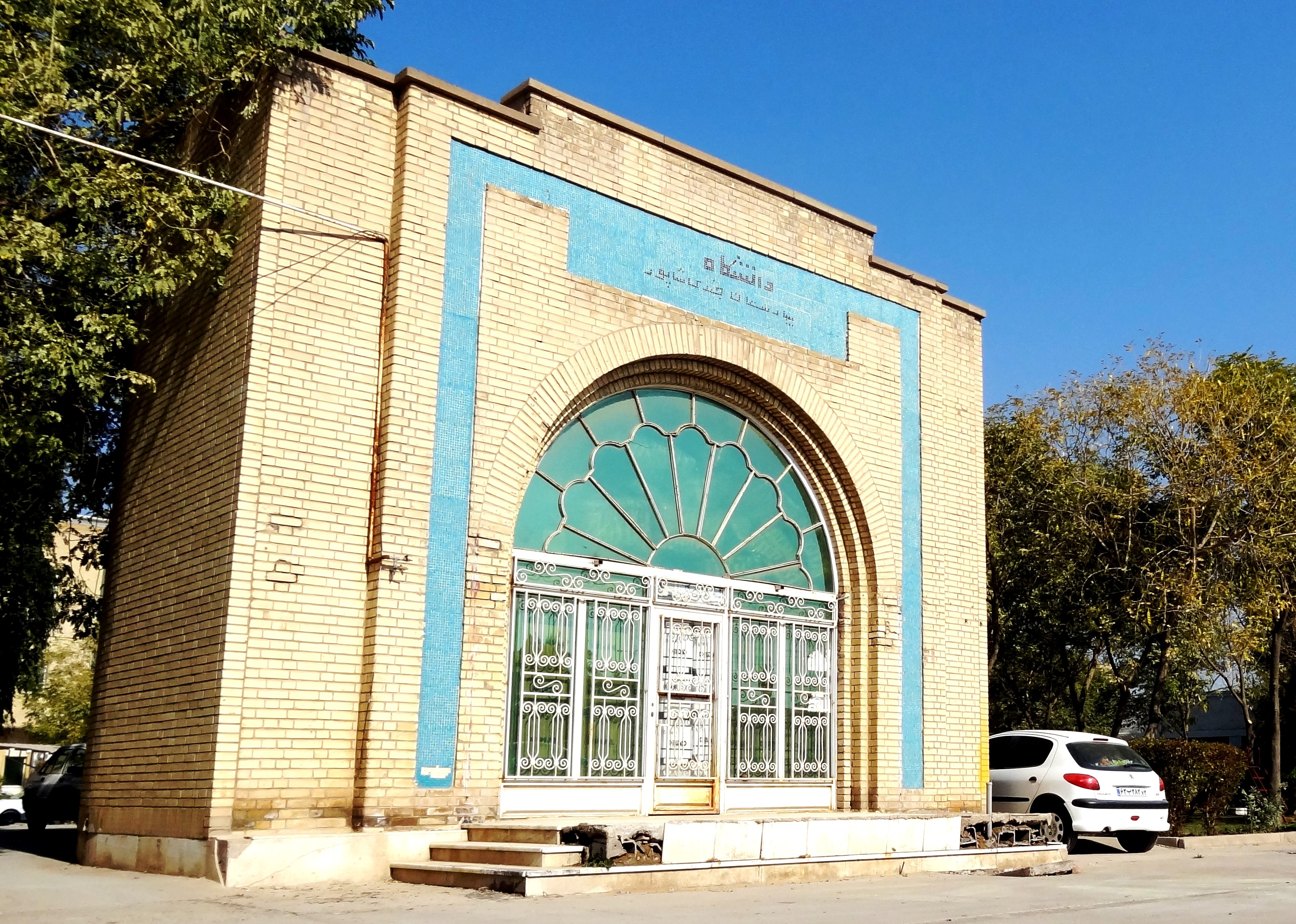